# USATC S160
A United States Army Transportation Corps (USATC) S160 sorozata egy amerikai háborús gőzmozdonysorozat volt, amely az egész európai hadszíntéren megtalálható volt, és amely a második világháború után számos európai államvasútnál szolgált. Ezen vasutak között volt a MÁV is, ahol a 411 sorozatjelet kapta. Egy példánya ma a „Füsti” vasúttörténeti parkban teljesít szolgálatot. Ezt a példányt Vass András "Bandi" óvta meg a szétvágástól.

## A mozdony fejlesztése és felhasználása
A típust az amerikai hadsereg fejlesztette tovább az első világháborúban már bevált Baldwin-rendszerű mozdonyokból a 30-as években, újszülöttként az S159 számot kapta. 1941 áprilisában 8 darab mozdony állt szolgálatba, de csak mint tartalék gép, hiszen hivatalosan még mindig nem álltak háborúban, így építésük is háttérbe szorult.
A gyártó (Lima Locomotive Company) továbbfejlesztette a konstrukciót, egészen 1942-ig, amikor is a gyártást leállították, és a szerzett tapasztalatokkal megkezdték az előkészületeket az új, S160-as sorozat építésére.
Az S160-ast 1942-ben tervezte J. W. Marsh, a Mérnök Kar (US Army Corps of Engineers) őrnagya, nagyrészt az Angliába szállított Lend-Lease S200-as széria alapján.
Hadimozdony lévén a gyártás gyorsasága került előtérbe az élettartammal szemben, így kisebb egyszerűsítéseket eszközöltek tervezés során, továbbá elhagytak néhány nélkülözhetőnek vélt elemet. Fontos szempont volt, hogy a lehető legtöbb ország különféle pályaadottságainak is megfeleljenek, melyek közül talán a legnehezebb feladatot a keskeny brit és az alacsony olasz szerkesztési és űrszelvénynek való megfelelés jelentette: ennek köszönhető a mozdony tömzsi, zömök alakja és a szűk védház. A várhatóan rossz minőségű pályákon is megfelelő futás elérésére a mozdony elejére az ívekbe beállni képes futótengely alkalmazására volt szükség. Legnagyobb tengelyterhelésként a 16 tonnás érték volt irányadó, ez Nyugat-Európában a másodrangú pályákon való közlekedésre is alkalmassá tette a típust. Ezen kívül igen gyenge minőségű (kis fűtőértékű) szenek eltüzelésével is számolni kellett.

## Szerkezete

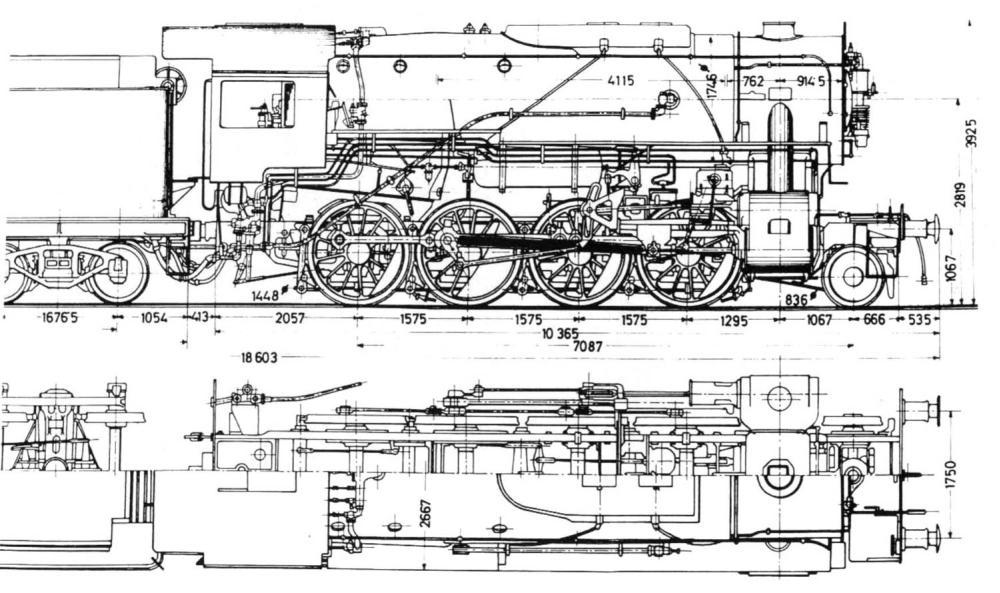
Az S160 sorozat jellegrajza

A S160 sorozatú mozdonyok tehát belső keretes, 1'D tengelyelrendezésű, azaz négy, a keretbe ágyazott kapcsolt kerékpárral és előttük egy, ívekbe beállni tudó futókerékpárral készült túlhevítős, kéthengeres, szerkocsis gőzmozdonyok voltak.

### Kazán
A mozdony a Schmidt-rendszerű nagyfüstcsöves túlhevítővel felszerelt kazánnal készült. A Crampton-rendszerű állókazánt a keretek fölé emelve, de a hátsó kapcsolt tengely kerekei fölött helyezték el. A folytacélból készült állókazán-köpeny ½″-es (12,7 mm-es) lemezvastagsággal készült, míg a szintén folytacélból készült, hegesztett tűzszekrény csőfala ½″-es (12,7 mm-es), míg mennyezete, valamint oldal- és ajtófalai ⅜″-es (9,5 mm-es) lemezekből készült. Az állókazán ajtó- és rákfala a tömegcsökkentés miatt a függőlegestől eltérő szögben felfelé előre hajlott. A tűzszekrény és az állókazán mennyezete hátrafelé 40‰-kel lejtett. A rostély amerikai jellegzetességként Hulson-rendszerű rázórostélyként készült, hosszirányban két részre oszlott, a rostélyelemeket a mozdonysátorból rudazattal lehetett mozgatni. A rostély esése 1/10, felülete pedig aránylag nagy volt, a számításba jöhető, gyenge minőségű szenek alkalmazhatósága miatt. A hátsó kapcsolt tengely elé és mögé tölcsérszerűen lenyúló hamuláda fenekére egy-egy csappantyút szereltek, melyeket a mozdonysátorból rudazattal lehetett működtetni. A tűzszekrénybe épített lángbolt-ot három darab 7″ átmérőjű forrcső tartotta.
A 167½″ (4254,5 mm) hosszúságú és 68,75″ (1746 mm) legnagyobb belső átmérőjű hosszkazánt két, ⅝″-es (15,875 mm-es)⅝ folytvas lemezekből álló övből szegecselték össze; a tengelye (középvonala) a sínkorona fölött 9′ 3″ (2819 mm) magasan található. A kazánt a szokásos módon a füstszekrény alatt, a füstszekrénytartónál rögzítették a kerethez, így hátrafelé dilatálhatott.
A második kazánövön helyezték el a mindössze 108 mm magas gőzdómot, eléje, a gőzdómmal egybeburkolva a homoktartály került. A viszonylag szűk űrszelvény miatt a két közvetlen rugóterhelésű biztonsági szelep nem a gőzdómra, hanem a hosszkazán második övének oldalára radiálisan egymás mellé került. A gőzdómban helyezték el a szelepes gőzszabályzót, melynek szabályozó rudazatát a kazánon belül vezették el. Innen a gőz a szokásos módon a túlhevítő gőzgyűjtőszekrényének nedvesgőz-kamrájába, majd a túlhevítőelemeken át a túlhevítettgőz-kamrájába jutott, ahonnan a gőzhengerekhez áramlott. A gőzdómból cső vezetett az állókazán fedelén kialakított szerelvényfejhez. Külön csövek vezettek a gőzdómból a lövettyűkhöz is.
A kazánba 150 db 1⅞″ / 2″ (46/50,8 mm) átmérőjű folytvas tűzcsövet és 30 db 5″ / 5⅜″ (128,5/136,5 mm) füstcsövet építettek. A füstcsövekbe 1½″ (38 mm) átmérőjű csövekből álló túlhevítőelemek kerültek. A 66 1/16″ (1678 mm) belső hosszúságú füstszekrényben helyezték el az amerikai rendszerű szikrafogót és a túlhevítő gőzgyűjtőszekrényét. A fúvócső állandó keresztmetszetű volt. A kúpos alakú kémény füstszekrényben lévő része 29⅓″ (749,3 mm), fölötte lévő része pedig 8¼″ (209,6 mm) magasságú volt. A füstszekrényajtó a füstszekrény átmérőjénél jóval kisebb, 30″ (762 mm) átmérőjű egyszárnyú, kör alakú kivitelű volt; zárása a pereménél körben elhelyezett kallantyúkkal történt. Elhelyezése nem koncentrikus, hanem a szimmetriavonaltól 5″-kel (127 mm) balra eltolt középvonalú volt, azért, hogy melléje a Westinghouse-rendszerű légszivattyút el tudják helyezni. A kazánt 2 db Nathan-rendszerű nem szívó, ún. „restarting” frissgőz-lövettyű táplálta vízzel. A mozdonyt sem hamuszekrény- sem füstszekrénylocsolóval nem szerelték fel.

### Gépezet
A két, kereten kívül elhelyezett gőzhenger a kapcsolt kerékpárok közül a harmadikat hajtotta. A gőzhengerekkel nem csak a tolattyúszerkényt öntötték egybe, de füstszekrénytartóként szolgáló felső nyúlvánnyal is egy egységet képezett. Ez előnyös a jármű merevsége szempontjából, de hátrányos a balesetek során bekövetkező sérülések kijavításakor. A gőzhengerek kiömlőcsövei a kéménnyel azonos vonalba kerültek. A jobb oldali forgattyút a bal oldalihoz képest 90°-kal előbbre ékelték a kerékpártengelyre. A dugattyúrúd nem átmenő rendszerű volt, azaz elöl a hengerfedélen nem vezették át, ami a hengerek kopása szempontjából nem előnyös megoldás. Hátul a dugattyúk tömszelencéi 5 kamragyűrűből álló fémtömítéssel készültek. A keresztfejek kétvezetékesek voltak, azonban mindkét vezetéket a dugattyúrúd felett helyezték el. A gőzhengereket sem nyomáskiegyenlítő berendezéssel, sem légszelepekkel nem szerelték. 
A gőzhengerek Player-rendszerű széles gyűrűs belső beömlésű hengeres tolattyúkkal készültek. E tolattyútípusnál a tolattyútestek csőszerűen üregesek, így a két kiömlőtér egymással kapcsolatban van. A tolattyúk vezérlőéleit nem a tolattyútest, hanem tolattyúgyűrűk alkotják. A tolattyúkat Heusinger–Walschaert-rendszerű vezérművek szabályoztak. A tolattyút elöl a dugattyúkhoz hasonlóan szintén nem vezették át a hengerfedélen. Az ellenforgattyú előremenetben a forgattyút közel 90°-kal követi, más szóval a forgattyúhoz képest hátramaradóként ékelték föl. Ennek megfelelően előremenetben a lengőívkő a lengőív (kulissza) alsó részén helyezkedett el. A kormányvonórudat korszerű európai mozdonyoknál már szokatlan módon, kormányemeltyűvel szabályozták.

### Keret, futómű, mozdonysátor
A mozdony 4' 9″ (1448 mm) futókör-átmérőjű hajtott és kapcsolt- valamint 2' 9″ (838 mm) átmérőjű öntöttacél futókerékpárokkal készült. Ez a kerékátmérő mind teher- mind személyvonatok továbbítására alkalmassá tette. A tengelyágy-vezetékeket és a csapágyak kenését kenőprés végezte. Az S160 sorozatú mozdony Amerikában szokásos, de pl. hazánkban nem alkalmazott módon ún. gerendakerettel készült, melynek előnye a pontosabb megmunkálhatóság, a merevebb szerkezet és a hossztartókon belüli alkatrészek jobb hozzáférhetősége. A belső elrendezésű keret két, egymástól 34½″ (876,3 mm) távolságban lévő 386″ (9805 mm) hosszú, 4½″ (114 mm) széles acélöntvény hossztartóból áll, melyeket elöl a mellgerenda és vízszintes merevítőlemezek, hátul a kapocsszekrény kötött össze, közöttük pedig a gőzhenger-öntvények, valamint mögöttük, a kapcsolt tengelyek között elhelyezett, függőleges kereszttartó (ún. keretkötő) merevített ki. Az első függőleges tartó felső nyúlványai a hosszkazán haslemezéig, a harmadik pedig az állókazánig nyúltak fel és azokat alátámasztották. A merev tengelytávolság csökkentésére a kapcsolt kerékpárokat a keretbe egymáshoz olyan közel ágyazták, amennyire csak a fékrudazat azt lehetővé tette. A tengelyágytokok keretkivágásait acélöntésű ágyvezetékek merevítették, valamint a keretlemezeknek a kivágásoknál lévő nyúlványait alul összekötő ún. kötővasak fogták össze. Az ágytokok kopásai húzóékekkel utánállíthatóak voltak. Az ívekbe való könnyebb beállás érdekében a kapcsolt tengelyek kis, 4 mm-es oldaljátékot kaptak. Az előli futótengelyt Bissel-rendszerű forgóállványba foglalták, így a futótengely mögött elhelyezett forgócsap körül szabadon elfordulhat, ezen kívül az állványban a tengely még oldalirányba is eltolódhat. A forgóállvány egyenesbe vezetését ún. bölcsős ingaszerkezet biztosítja. A futókerékpár legnagyobb oldalirányú elmozdulása 150–150 mm lehet és ez akár 73 m-es ívekben történő közlekedést is lehetővé tett.
A hajtó- és kapcsolt kerékpárok hordrugói részben lemez-, részben csavarrugók voltak. A futótengely és a két előli kapcsolt tengely rugóit himbák kötötték össze. A harmadik és negyedik kapcsolt tengely hordrugóit a széles tűzszekrény miatt felfordított helyzetben szerelték az ágytokok mögé oly módon, hogy a rugókötegek a keretkivágásokban a hossztengelyek felső részére alulról támaszkodnak és a rugók végeit az ágytokokra fektetett himbák végeire függesztették fel. A harmadik kapcsolt tengely ágytokjain fekvő himbák elöl csavarrugókkal támaszkodnak a keretre, a negyedik kapcsolt tengely rugóinak szabad végét pedig rugófeszítő hevederekkel kapcsolták a kerethez.
A mozdonysátor a kisméretű brit űrszelvény miatt igen szűk volt: belső magassága még a 2 métert sem érte el, és a szabályozóeszközök elhelyezése is igen zsúfolt volt. A sátor homlokára jobboldalt egy szögletes fix ablakot, bal oldalra egy nyitható ajtót szereltek, amelyre a másik oldalival azonos fix ablak került; oldalt egy-egy tolóablakot alakítottak ki. .

### Segédberendezések
A mozdonyok nagy részén háromféle fékberendezést is elhelyeztek: magát a mozdonyt és a szerkocsit gőzfékkel fékezték, melyhez mozdonyonként két 8×8½″-es gőzfékhengert szereltek, ezen kívül a szerelvény fékezéséhez a füstszekrény elejére egy Westinghouse-rendszerű légszivattyút is felszereltek, továbbá egy vákuumszivattyú is került a mozdonyra. Mind a lég-, mind a légűrfék kezeléséhez szükséges vezetékeket, fékezőszelepeket és tömlőkapcsolatokat felszerelték a járművekre. Az S160-asok egy részén a mozdony és a szerkocsi fékezése is légfékkel történt, ezekre a példányokra gőzféket nem szereltek. A féktuskók a mozdony hajtott kerékpárjait elölről fékezték, míg a futóforgóváz kerékpárjai a MÁV mozdonyainál szokásos módon fékezetlenek voltak. A fékrudazat nyomáskiegyenlítő szerkezetű volt.  A mozdonyon sem sebességmérőt, sem gőzfűtési berendezést nem helyeztek el. A gőzben lévő alkatrészek kenéséről egy melegalkatrész-kenőszivattyú gondoskodott. Kedvezőtlen tapadási viszonyok esetén gőzzel levegővel működtethető homokoló juttatott homokot az első és harmadik kapcsolt kerékpár elé. A mozdonyokat villanyvilágítással is ellátták.

### Szerkocsi

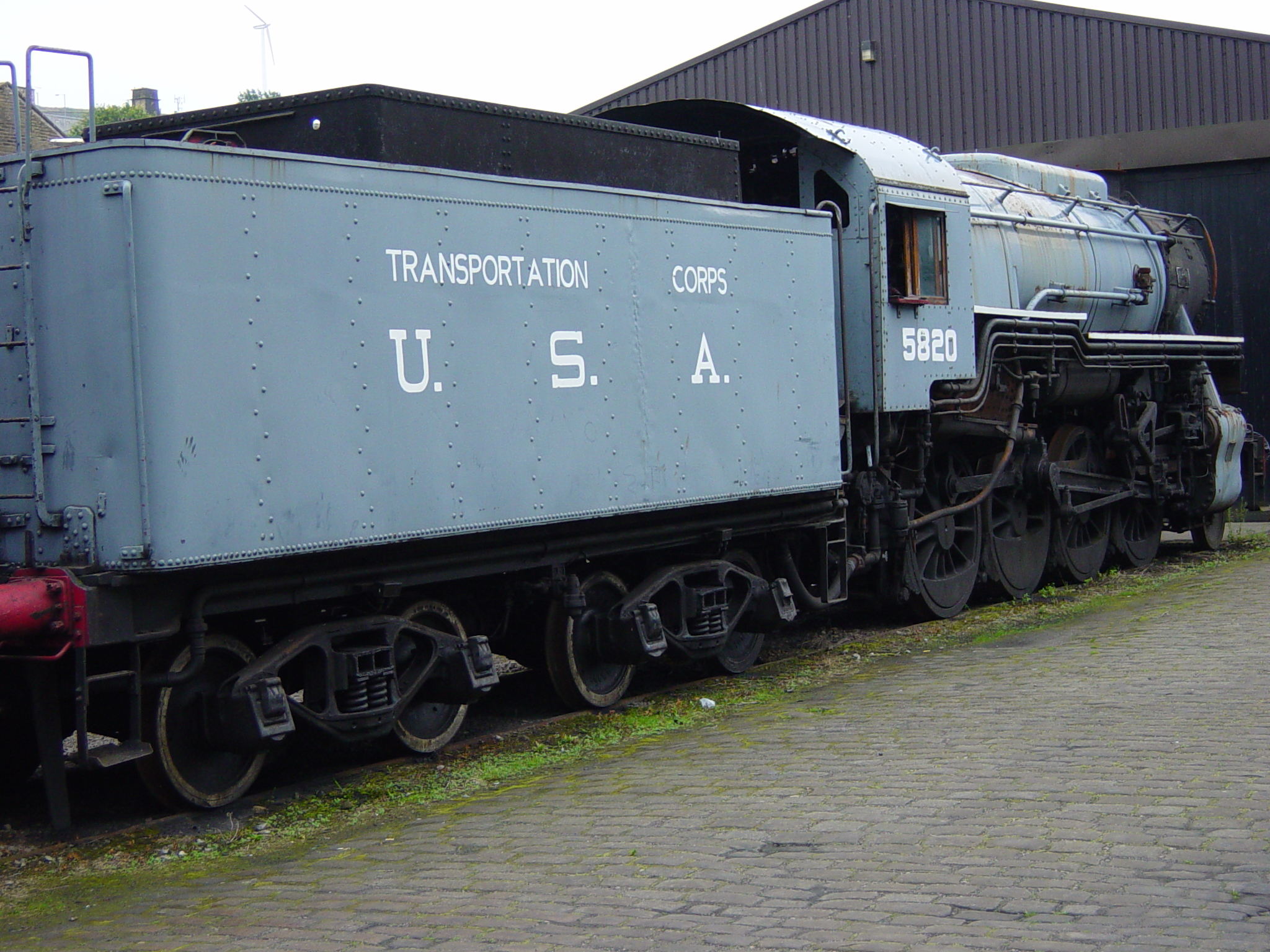
USATC S160 5820 számú megőrzött mozdony a szerkocsi felől

A S160 sorozatú mozdonyokhoz a négytengelyes, kétforgóvázas szerkocsi készült. A szerkocsi hossztartói négy db 12″-es (304,8 mm-es) U-szelvényű tartók voltak, melyeket elöl a kapocsszekrény, hátul a vonószekrény, középen, és a forgócsapnál egy-egy lemez kötött össze. A forgóvázak Diamond-rendszerű-ek voltak, a forgóvázkeretek öntöttacélból készültek. Egy-egy oldal ágytokjaira egy közös, rácsszerkezetű öntöttacél tartó támaszkodik, a szerkocsi kereszttartói csavarrugókkal támaszkodnak a forgóváz acéltartóira. A terhelést a forgóvázkeretekre gömbcsészés ágyazású forgócsap és oldalsó csúszótámok vitték át. A szerkocsira egy vízszintes gőz- vagy Westinghouse-rendszerű légfékhengert szereltek, és minden kerékpárját egy oldalról (a kerekek forgócsap felőli oldalán) fékezték. A víztartály szekrényes kivitelű volt, amely patkó alakban körülölelte a széntartót. A széntartó alja a mozdonysátor padlójával került egy szintbe, ami a fűtő kímélése szempontjából nem volt előnyös. A szerkocsi készletei a mozdony méreteit figyelembe véve bőségesnek voltak mondhatók.
A kerékformát olyanra alakították, hogy alkalmas legyen a brit pályákon is, valamint futókerekeket helyeztek el a kapcsolt kerekek előtt, hogy stabilabbá tegyék az amúgy rosszabb minőségű mozdony futását. A fűtőfelület növelésére is történtek újítások, de ezek a megoldások annyira gyenge hatásfokkal működtek, hogy később visszatértek az eredeti tervekre. Szerkocsiját úgy tervezték meg, hogy 10 tonna szenet és 24 m³ vizet tudjon szállítani.

## Sorozatgyártás
A sorozatból csak 1942 és 1943 között majdnem 800 darabot, majd összesen a háború végéig 2120 darabot építettek az Alco, a Baldwin és a Lima gyárakban. A járművek az alábbi pályaszámokat kapták:
- 1600..1926,
- 2032..2382,
- 2400..2459,
- 2500..2989,
- 3200..3749,
- 4402..4483,
- 5155..5199,
- 5700..5859,
- 6024..6079.

A mozdonyok a háború alatt a védházukon a USATC négyjegyű pályaszámát, szerkocsijukon az U S T C feliratot viselték.

## Története a második világháborúban

### Az S160 Nagy-Britanniában
Az első példányok 1942. november 27-én érkeztek Nagy-Britanniába. A mozdonyokat a négy nagy brit vasúttársaság (GWR 174 db, LNER 168 db, LMS 50 db és SR 6 db) kölcsönjárműként használta, további négy példányt a brit hadsereg üzemeltetett.
Az S160-as jó mozdony lett egyszerűségéhez képest - összevetve a brit mozdonyokkal - nemcsak kevesebb hibája, de megbízhatóbb is volt, bár a fékrendszere gyengébb volt a brit szabványnál. A mozdonyok a „Big Jim” becenevet kapták.
Ezek a mozdonyok általában nehéz tehervonatokat továbbítottak, amelyek erősen igénybe vették a tűzszekrényt és a gépezetet, így nem kerülhették el a kisebb-nagyobb baleseteket, leállásokat, sőt kazánrobbanásokat sem, melyekből három is bekövetkezett a néhány hónapos brit szolgálat alatt.

### Az S160 Észak-Afrikában
1942-ben 250 db S160-ast szállítottak partra Észak-Afrikában, hogy a Fáklya hadművelet szállításait lebonyolíthassák.

### Az S160 az európai kontinensen
A Normandiai partraszállást követően megkezdődött az USATC S160 sorozat pályafutása az európai kontinensen is. Az első példányok Angliából érkeztek, ahol kimondottan erre a célra tartottak járműveket. Az első szállítmány 14 db-ból állt, melyek Cherbourgba kerültek.
A további járműveket az Egyesült Államokból már közvetlenül francia kikötőkben rakták partra. Néhány példány azonban nem érte meg ezt a sorsot: az őket szállító hajókkal együtt a tenger fenekére kerültek a német tengeralattjárók támadásai nyomán. Kimutathatóan összesen 18 példány veszett el ilyen módon.
A szövetséges csapatok előrenyomulásával együtt terjedtek el a mozdonyok Európa-szerte.

## Története a második világháború után
A második világháború végeztével a mozdonyokat fokozatosan letétbe helyezték, majd az United Nations Relief and Rehabilitation Administration (UNRRA) segélyszervezet részére ajánlották fel őket.

### A 736 Olaszországban
1944. januárjától összesen 244 db S-160-as került Olaszországba, egyrészt Észak-Afrikából, másrészt közvetlenül az USA-ból.
A háború után az összes példányt átvette az FS és a 736.001–248 pályaszámokat kapták. A 736.244–248 pályaszámú mozdonyok azon hat példány közül kerültek ki, melyet Rimini kikötőjében elsüllyesztettek, majd kiemeltek. A hatodik mozdonyt alkatrészbányaként használták. 1959. második felében 25 db-ot eladtak az OSE részére.

### Az ШАa Szovjetunióban
1943-ban 200 db S160-ast szállítottak a Szovjetunióba. Ezeket a mozdonyokat a Szovjet Vasutak (СЖД) ША 1–200 pályaszámokkal vette állagba. A sorozatjelben szereplő „A” betű Amerikára utalt. A mozdonyok közül hatvan db az S166, ötven db az S162 típushoz tartozott, melyek az S160-tól néhány részletükben eltértek. Egy példány kísérleti célokra az USA-ban maradt.
Bár a mozdonyokat széles nyomtávolságú kivitelben szállították, más átalakítást nem végeztek rajtuk, így rövidesen át kellett alakítani őket, többek között a zord éghajlatnak megfelelő vezetőállások kialakításával. A szovjet viszonyok között könnyűnek számító mozdonyok a Varsó–Leningrád vasútvonalon, az Октябрская-n, illetve Leningrád, Tallinn és Moszkva között közlekedtek.
1959 és 1962 között a legtöbb példányt Észak-Koreába küldték. A mozdonyokat 1067 mm nyomtávra építették át és SU sorozatjellel jelölték.

### A 37 Jugoszláviában
Az United Nations Relief and Rehabilitation Administration (UNRRA) kezdeményezésére 1945-től összesen 65 db S160-as Jugoszláviába került.
A mozdonyok a Jugoszláv Vasutaknál (JŽ-ЈЖ) a 37-001–065 sorozatjelet és pályaszámokat kapták és a Bród−Belgrád, Vrpolje−Szarajevó und Sziszek−Split vonalakon közlekedtek. Egy további példány (USATC 3242) ugyancsak Jugoszláviába került. A mozdonyokat a kazánjuk tönkremenetele miatt az 1960-as évek végén kivonták a forgalomból.

### A 956 Ausztriában
A második világháború után a ÖBB összesen harminc S160-ast vett át az USATC-tól.
A mozdonyok a 956.01-16 und 956.117-30 sorozatjelet és pályaszámokat kapták, míg a szerkocsik 9994 sorozatjelet viseltek. A 956.1 alsorozat az át nem alakított, eredeti kivitelű mozdonyokat jelölte, míg a többi mozdonyt az osztrák igények szerint átalakították, többek között a mozdonysátor méretét megnövelték. A „Klapperschlange”-nek, azaz Csörgőkígyónak becézett mozdonyok nem igazán váltak be, ezért nagy részüket már 1955-ben kiselejtezték. Két példányt néhány évig még guruló fűtőkazánként használtak.

### Az S160 Németországban
1947-ben összesen 40 db S160 üzemelt Németország nyugati felén, Bréma honállomással. A mozdonyokat még ebben az évben selejtezték és nagy valószínűséggel ezek a mozdonyok hazánkba kerültek.

### Az Θγ Görögországban
1947-ben 27 db S160 került Görögországba.
A mozdonyokat a ΣΕΚ Θγ sorozatjellel és 521–537, illetve 551–560 pályaszámokkal vette állagba. Az első pályaszámcsoportba a szén-, a másodikba az olajtüzelésű példányok kerültek. Az Olaszországból használtan kapott 25 mozdony az 571–595 pályaszámokat kapta.

### A 45 Törökországban
1947-ben 50 db S160 került Törökországba.
A TCDD-nél a 45 171–220 pályaszámokat kapták és kismértékben átalakították őket. A légszivattyút a füstszekrény oldalára helyezték át és új füstszekrényajtót alkalmaztak. A mozdonyok egészen az 1980-as évek végéig közlekedtek.
Két példányt hadi célokra használtak.

### A 456.1 Csehszlovákiában
A második világháború után a Csehszlovák Államvasutak (ČSD) is átvett 80 db S160-ast újjáépítési segélyként az USATC-től és a 456.101–80 sorozatjelet és pályaszámokat kapták. A szerkocsik jelölése 924.101–80 lett. A mozdonyokat Brno, Olmütz és Pozsony fűtőházaihoz állomásították és nehéz tehervonatok továbbítására használták. A szerkocsikat később átalakították, mely után a 726.0 sorozatjelet kapták. Az 1960-as évek végére a legtöbb mozdonyt kazánjuk tönkremenetele miatt leállították. Az utolsó 456.1-est 1973-ban vonták ki a forgalomból.

### Az Tr201 és Tr203 Lengyelországban
1946. júliusa és 1947. októbere között a Lengyel Államvasutak (PKP) 575 db S160-ashoz jutott. Az első 75 db az UNRRA kezdeményezésére érkezett és a Tr201.1–75 sorozatjelet és pályaszámokat kapták. A többi 500 db közvetlenül az USATC-től érkezett és a Tr203.1–500 sorozatjelet és pályaszámokat kapták, függetlenül attól, hogy műszakilag semmifél eltérés nem volt a két szállítmány mozdonyai között.
A mozdonyokat kismértékben átalakították (pl. a kémény hosszát megnövelték), és tehervonatok továbbítására használták.
A PKP az 1950-es évek közepén az Ok22 sorozatú mozdonyainak kazánján az elhasználódás jegyeit fedezte fel, úgy döntött, hogy ezekbe a mozdonyokba a Tr203-asok még jó állapotú kazánjait építi be, míg a kazán nélkül maradt Tr203-asokba új kazánt épít.
Ily módon összesen három Ok22-est Ok55 sorozatúvá építettek át, míg egy Tr203-ast szertályos kivitelűre (Tkr55 sorozat) alakítottak.
Feltételezések szerint a PKP még további harminc S160-ast is kapott alkatrész-utánpótlás céljából.

### Az S160 az USA-ban
Az S160-asokból összesen hét példány maradt szülőhazájában, az USA-ban. A második világháború után összesen tizenkét mozdony került Alaszkába, melyek közül kettőt Európából hoztak vissza. Ez a tizenkét mozdony 1955-ig üzemelt, majd 1958-ban eladtak közülük ötöt (közülük egy Európából visszaérkezett példányt) egy spanyol magánvasútnak.
Így ez a mozdony az egyetlen S160-as, amely háromszor is átkelt az Atlanti-óceánon.

### Az S160 egyéb országokban
A fent említett országokon kívül S160-asok közlekedtek még Dél-Koreában (101 db), Kínában (40 db), Tunéziában (6 db), Algériában (25 db), Marokkóban (4 db), Indiában (60 db) valamint az S161 alváltozatban Jamaicában (2 db). Észak-Koreában is közlekedtek, a 8000-es sorozatban számozva; ezek Kínából és a Szovjetúnióból segélyként érkeztek Észak-Kóreába.

## Az S160-asok Magyarországon

### A mozdonyok beszerzésének körülményei
A hazai mozdonyállomány a második világháború után katasztrofális helyzetben volt, igen nagy részét külföldre hurcolták, és az itthon maradt járművek jó része is elavult, kis teljesítményű mozdony volt. Mindenképpen szükség volt nagy mennyiségű, megfelelő teljesítőképességű mozdonyok beszerzésére. A Szovjetunió felajánlotta ugyan, hogy a nála lévő rengeteg német hadizsákmány mozdonyok egy részét a MÁV megvásárolhatja, azonban rendkívül kedvező ajánlatot adott az UNRRA is a feleslegessé vált S160-asok egy részének megvételére. Szó volt egy szintén amerikai eredetű, az SNCF 140 G sorozatú mozdonyának megvételéről is, azonban végül a sokkal fiatalabb S160-asokra esett a választás.
Valószínűsíthető, hogy a szovjetek ajánlatát elutasító döntés következménye volt később Varga László MÁV-elnök letartóztatása, koncepciós pere és kivégzése is.
Az S160-asokból végül a MÁV 510 darabot vásárolt meg darabonként 10 000 dollár körüli egységáron, az amerikai kormány 150 millió dolláros árukölcsöne terhére. (Megjegyzendő, hogy a hadimozdonyok sorsa a háború után vagy az olvasztó, vagy a felvásárlás lett. Magyarország az utóbbit választotta, és kb. 26 fillér/kg áron 510 mozdonyt vásárolt, melyek közül az elsők 1947 májusában érkeztek.) A megvásárolt mozdonyok közül
- az ALCO 159 darab
- a Baldwin 148 darab
- a Lima 203 darab mozdonyt készített.

A mozdonyok közül 425 db szén-, míg 85 db olajtüzelésű volt, azonban bármelyikre való átállás könnyen elvégezhető volt.
Az első példányok 1947 májusában érkeztek hazánkba.

### A mozdonyok üzembe helyezése
Az első példányokra olyan nagy szükség volt, hogy még eredeti feliratokkal, nagyobb átalakítások nélkül helyezték őket üzembe. Későbbiekben az üzembe helyezés előtt felszerelték rájuk a MÁV-szabványú hamuláda- és füstszekrénylocsolót, a tűzoltócsavarzatot, a védház-oldalajtókat és a szabványos lámpatámokat. Szintén nagyon gyorsan megvalósult Nyitrai Ferenc javaslata nyomán a tolattyúk üresjárati nyomáskiegyenlítővel való felszerelése.
1948-ig összesen 484 db mozdonyt helyeztek üzembe. A mozdonyok a 411,001–484 sorozatjelet és pályaszámokat kapták. Huszonhat mozdony alkatrész-„donorként” funkcionált.
A mozdony a vasutas szokásoknak megfelelően becenevet kapott: Truman lett Harry S. Truman akkori amerikai elnök után. 

### További módosítások a 411-eseken
- a tűzcsövek cseréjekor a MÁV-nál szabványos 46,5/52 mm átmérőjű csöveket építettek be
- légűrfék leszerelése a fővezeték kivételével, melyből gőzfűtési vezeték lett
- gőzhomokoló átalakítása sűrített levegős kivitelre
- sebességmérő felszerelése
- MÁV-szabványú DSA-tömszelencék alkalmazása
- a kormányemeltyű cseréje kormányorsóra
- mozdonysátor megmagasítása és 30 cm-rel való kiszélesítése, ezzel együtt a szögletes ablakok lecserélése hagyományos, védőernyős ovális ablakokra, a homlokajtó megszüntetése
- védőburkolat kialakítása a szerelvényfejnek a mozdonysátor előtt a hosszkazán tetején
- a légsűrítő áthelyezése a füstszekrény bal oldalára
- kémény magasságának megemelése
- légfék felszerelése a mozdonyra és a szerkocsira
- vonatfűtés kialakítása
- a szerkocsi szénpad alsó síkjának megemelése
- az amerikai gőzsíp lecserélése MÁV szabványúra
- fáradtgőz-lövettyű felszerelése

Bár a módosítások száma nem csekély (és a fenti lista messze nem teljes), továbbá néhány kevésbé szerencsés részletet változatlanul is hagytak, a típus alapvetően jó konstrukciónak számított. Kazánjának arányai (a viszonylag nagy rostélyfelület) pedig ideálisak voltak a MÁV által hozzáférhető kis, mindössze 5000 kalóriás szénkeverékek eltüzeléséhez. A mozdonyokban alkalmazott acélanyag minősége is kiemelkedő volt, egy-egy – addig idehaza idegen – részletmegoldást pedig a magyar mozdonygyártás is átvett. Így a viszonylag rövid üzemidőre, háborús tömegterméknek tervezett járművek még több évtizedig végeztek hasznos szolgálatot. Hátrányt a mozdony tengelyterhelése jelentett, amely Magyarországon az alkalmazhatóságát az erősebb felépítményű fővonalakra korlátozta.
1950-től, a MÁV mozdonyai közül elsőként a 411 sorozatú mozdonyokon vezették be a vegyszeres, úgynevezett Antidur-vízlágyítást.
1960-tól a tehervonati légfékezés bevezetése nyomán a mozdonyok és a szerkocsik fékrendszerébe, a gyorsműködésű kormányszelep és a fékhenger közé tehervonati/személyvonati (Gz/Pz, illetve G/P) váltót szereltek.

### Selejtezések

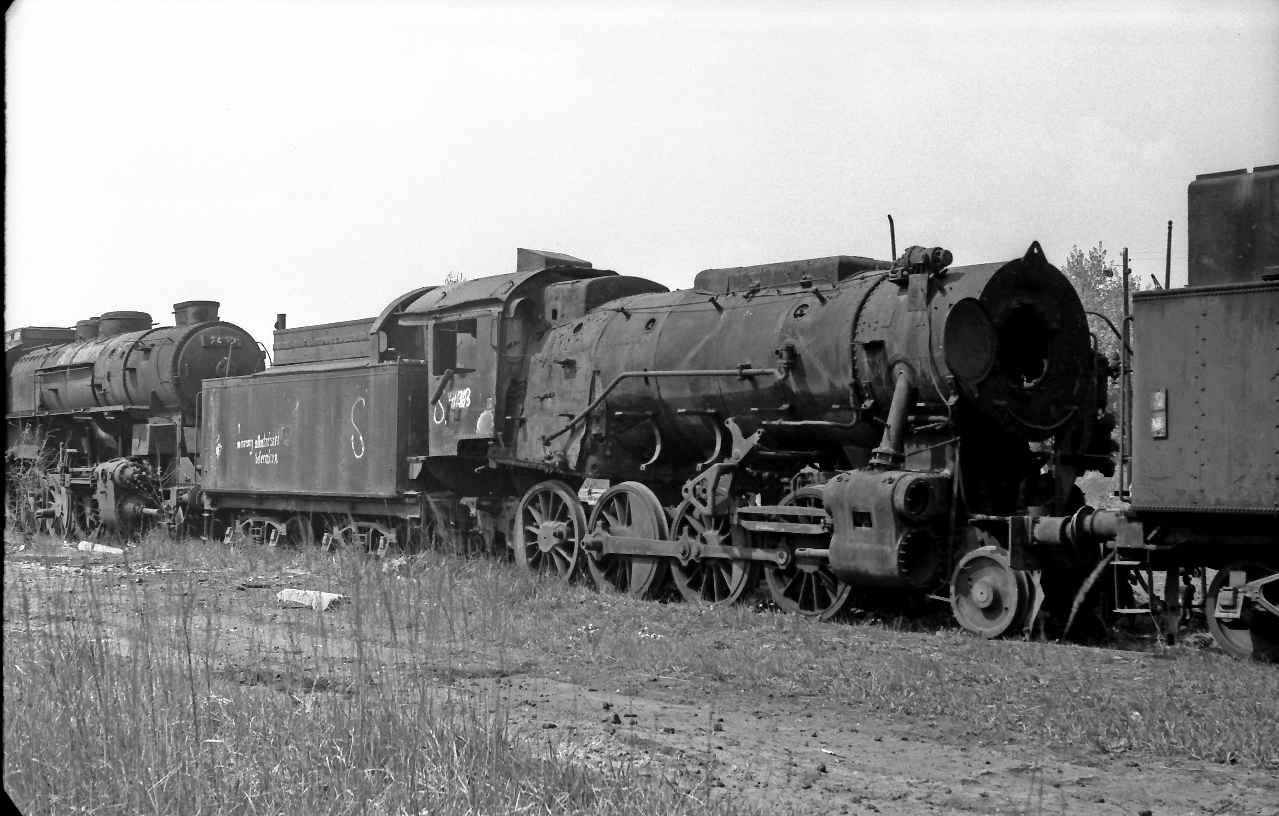
MÁV 411,363

A Trumanok selejtezése 1965-ben kezdődött, évente 15-30 mozdonyt selejteztek le. Az 1980-ra még megmaradt hat mozdonyt az azt követő három évben selejtezték le.

### A 411,118 a Füstiben
A ma meglévő, egyetlen működőképes mozdony Vass András áldozatos munkájának köszönhető, aki gyerekfejjel kezdett neki a mozdony összerakásának több roncsot is felhasználva. Az 1984-ig tartó aktív korában a ceglédi és a hatvani fűtőház tagjaként szolgált mozdony a Magyar Vasúttörténeti Parkban volt kiállítva 2005 és 2012 között, ám 2012-től ismét mint üzemi mozdony gyarapítja a Park járműállományát a 411,118-as pályaszámú gőzmozdony. A mozdony fenntartását és az üzemét a 411-es Truman Gőzmozdony Alapítvány vette kézbe. Nagyobb rendezvényeken a nagyközönség örömére rendszeresen begyújtják a kazánját.

### A 411,264 Hatvanban
A 411,264-es pályaszámú példány sokáig Hatvanban, a fűtőház területén állt erősen lepusztult állapotban, az 520 075-tel, és a HLS 023-mal együtt. Külső felújítása 2017-ben indult meg a hatvani önkormányzat támogatásával a Magyar Vasúti Járművek Megmentéséért Egyesület szervezésében, önkéntesek részvételével. 2018 júliusában az 520,075 pályaszámú „Bumbardo" szobormozdonnyal együtt a hatvani Népkertben állították ki. 2022 nyarán készült el a mozdony külső rendbetétele, köszönhetően a lelkes, kitartó önkénteseknek.
A mozdony első magyarországi állomáshelye Cegléd volt, ahol a pályaszámát megkapta. Innen került Hatvanba, és aktív élete során végig Hatvan fűtőházához tartozott. Leggyakrabban a mai 81-es számú Hatvan-Somoskőújfalu vonalon dolgozott tehervonatok élén. A szerkocsi bal oldalán lévő sérülését a kisterenyei fűtőházban szerezte.

### A 411,358 Hegyeshalmon

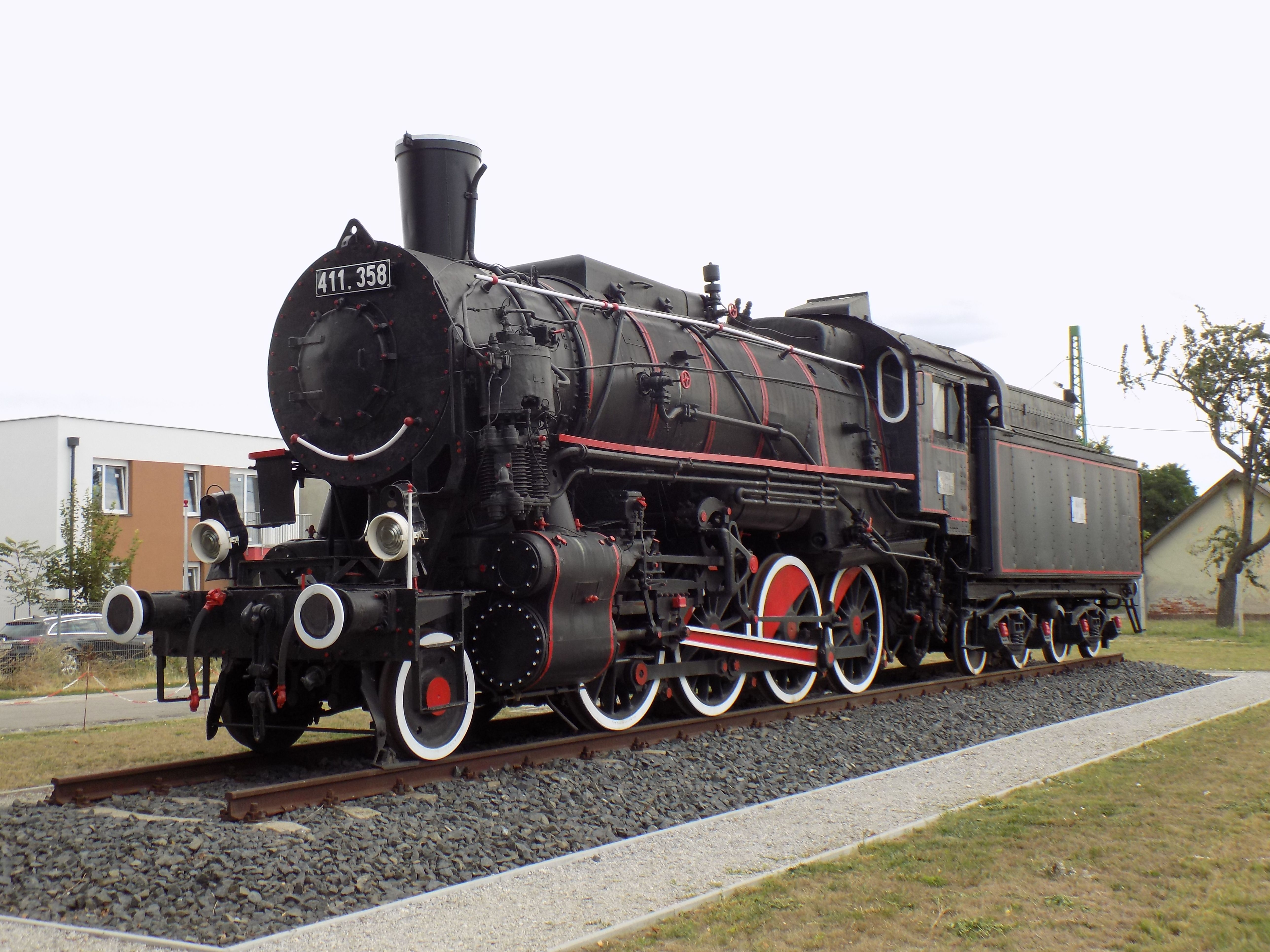
A 411,358 Hegyeshalom állomáson

A 411,358 számú példány Hegyeshalom volt fűtőházánál volt kiállítva 2016 októberéig. A mozdony állapota nagyon leromlott, benőtte a növényzet. Megmentése megkezdődött. Első lépésként méltó helyére került, ami a jelenlegi vasútállomás előtti füves terület. Ezen a területen állt az elbontott régi, eredeti vasútállomás és kapcsolódó ingatlanjai. Itt került kialakításra egy emlékpark, aminek jól látható és méltó dísze lesz a mozdony. A felújított mozdonyt 2017. július 16-án avatták fel.